# 光龍忠晴
光龍 忠晴（こうりゅう ただはる、1984年2月4日 - ） は、モンゴル国ウランバートル市出身で花籠部屋に所属した元大相撲力士。本名はエルデネスフ・ムンフォルギル（モンゴル語キリル文字表記：Эрдэнэсүхийн Мөнх-Оргил）、愛称はギル。身長186cm、体重158kg、血液型はA型。得意手は突っ張り。最高位は東前頭11枚目（2011年2月発表順席）。大相撲八百長問題で引退勧告を受け、引退した。

## 来歴
モンゴルで開催された花籠部屋の選考会に合格し、2000年の11月場所に初土俵を踏む。2006年11月場所に東幕下3枚目で4勝3敗の成績をあげ、翌2007年1月場所に十両に昇進した。これにより、花籠親方（元関脇・太寿山）が花籠部屋を再興してから初の関取誕生となった。その後2007年1、3月場所と勝ち越すが、5月場所は全勝であった把瑠都に唯一土をつけるなど健闘したが、終盤失速し十両で初めて負け越した。翌7月場所は十両12枚目で迎えたものの、序盤4連敗するなど先場所からの連敗が続き、幕下陥落も考えられるような成績であったが、中盤から終盤にかけて挽回し結局9勝6敗と好成績を残し、翌9月場所では自己最高位に昇進したが、7勝8敗と負け越した。
11月場所は10勝5敗の好成績をあげ、東十両6枚目でありながら、引退した時津海の空白の番付や、幕内と十両の入れ替えの人数の考慮により、次の初場所では運が良ければ新入幕という可能性もあったものの、結果は筆頭止まりで惜しくも入幕は叶わなかった。この次の2008年1月場所では、千秋楽で敗れて負け越し、惜しくも入幕を逃したが、5月場所では十両西7枚目で12勝3敗の好成績をあげ、7月場所で新入幕を果たしたが幕内の壁は厚く、3勝12敗と大敗した。その後も幕内での勝ち越しは果たせていなかったが、2010年11月場所14日目で8勝6敗とし、自身幕内7場所目で初めての幕内勝ち越しを果たした。
2011年1月30日、既に前年に結婚していたモンゴル人女性と結婚披露宴を行った。2010年4月には長女が誕生している。
2月2日、大相撲八百長問題により開かれた日本相撲協会の理事会において公表されたメール（2010年4月16日、元竹縄親方(元前頭春日錦)が現役時代より清瀬海に送られたもの）に、「光龍に1つ貸しているので後20で利権を譲りますがどうですか？」との文面があったが、光龍本人は関わりを否定しているが、特別調査委員会より八百長に関与していたと認定され、4月1日の相撲協会臨時理事会の結果、引退勧告を受けた。他の処分を受けたモンゴル人力士や横綱白鵬と話し合った結果、引退届を提出し受理された。この引退によりモンゴルに住む家族が中傷されており、同じく八百長問題で引退した徳瀬川、白馬、猛虎浪、保志光とモンゴルで釈明会見を近日中に行うと報道された。なお2月28日発表の順席では東前頭11枚目と自己最高位を記録している。5月29日、都内のホテルで断髪式が行われた。現在の職業は会社員。
退職金の受け取り手続きのため2011年4月18日に両国国技館を訪れた際「顔を見たら殴りたくなるから…。頭にきている」と放駒理事長（元大関・魁傑）らにはあいさつをしなかった様子が報道された。その際に、放駒から引退届を出さない場合は退職金は支給しないと言われたにも拘らず引退届を拒否した元星風らには退職金が支給されたという証言をした。
2012年3月5日、光龍と同じく八百長認定された後に日本相撲協会に対し、力士としての地位確認と慰謝料を要求する訴訟を起こした元十両・星風の裁判に証人として出廷し、「星風は真面目で気が強く、土俵態度を見てもそういうことをする力士ではない」と証言した。

## 主な成績

### 通算成績
- 通算成績：331勝292敗4休 勝率.531
- 幕内成績：44勝76敗 勝率.367
- 現役在位：62場所
- 幕内在位：8場所

### 場所別成績
| | 一月場所 初場所（東京） | 三月場所 春場所（大阪） | 五月場所 夏場所（東京） | 七月場所 名古屋場所（愛知） | 九月場所 秋場所（東京） | 十一月場所 九州場所（福岡） |
| --- | ----------------------- | ----------------------- | ----------------------- | --------------------------- | ----------------------- | --------------------------- |
| 2000年 （平成12年） | x                       | x                       | x                       | x                           | x                       | （前相撲）                  |
| 2001年 （平成13年） | 東序ノ口35枚目 4–3      | 東序二段122枚目 5–2     | 西序二段78枚目 4–3      | 東序二段50枚目 4–3          | 東序二段28枚目 3–4      | 東序二段49枚目 6–1          |
| 2002年 （平成14年） | 西三段目83枚目 4–3      | 西三段目66枚目 3–4      | 東三段目85枚目 5–2      | 西三段目48枚目 4–3          | 東三段目36枚目 3–4      | 西三段目54枚目 5–2          |
| 2003年 （平成15年） | 東三段目28枚目 3–4      | 東三段目45枚目 5–2      | 西三段目19枚目 3–4      | 東三段目31枚目 5–2          | 西三段目5枚目 5–2       | 西幕下45枚目 6–1            |
| 2004年 （平成16年） | 東幕下16枚目 3–4        | 東幕下24枚目 3–4        | 東幕下35枚目 4–3        | 西幕下30枚目 4–3            | 西幕下24枚目 6–1        | 西幕下9枚目 3–4             |
| 2005年 （平成17年） | 西幕下14枚目 5–2        | 西幕下7枚目 4–3         | 東幕下5枚目 0–3–4       | 西幕下40枚目 5–2            | 西幕下26枚目 6–1        | 東幕下9枚目 3–4             |
| 2006年 （平成18年） | 東幕下12枚目 5–2        | 西幕下4枚目 3–4         | 東幕下9枚目 5–2         | 東幕下4枚目 3–4             | 西幕下7枚目 5–2         | 東幕下3枚目 4–3             |
| 2007年 （平成19年） | 西十両13枚目 8–7        | 東十両11枚目 8–7        | 西十両8枚目 6–9         | 東十両12枚目 9–6            | 東十両6枚目 7–8         | 東十両8枚目 10–5            |
| 2008年 （平成20年） | 西十両筆頭 7–8          | 西十両2枚目 5–10        | 西十両7枚目 12–3        | 西前頭13枚目 3–12           | 東十両5枚目 10–5        | 西前頭11枚目 6–9            |
| 2009年 （平成21年） | 西前頭13枚目 5–10       | 西十両2枚目 6–9         | 東十両6枚目 8–7         | 東十両2枚目 6–9             | 西十両5枚目 7–8         | 東十両6枚目 10–5            |
| 2010年 （平成22年） | 東前頭16枚目 3–12       | 西十両6枚目 11–4        | 東前頭16枚目 5–10       | 東十両4枚目 9–6             | 東前頭12枚目 6–9        | 東前頭15枚目 8–7            |
| 2011年 （平成23年） | 東前頭12枚目 8–7        | 八百長問題 により中止   | 東前頭11枚目 引退 –     | x                           | x                       | x                           |
| 各欄の数字は、「勝ち-負け-休場」を示す。 優勝 引退 休場 十両 幕下 三賞：敢=敢闘賞、殊=殊勲賞、技=技能賞 その他：★=金星 番付階級：幕内 - 十両 - 幕下 - 三段目 - 序二段 - 序ノ口 幕内序列：横綱 - 大関 - 関脇 - 小結 - 前頭（「#数字」は各位内の序列） |                         |                         |                         |                             |                         |                             |

引退時の番付は2011年2月28日発表の順席による。

### 幕内対戦成績
| 力士名   | 勝数 | 負数 | 力士名   | 勝数 | 負数 | 力士名   | 勝数 | 負数 | 力士名 | 勝数 | 負数 |
| -------- | ---- | ---- | -------- | ---- | ---- | -------- | ---- | ---- | ------ | ---- | ---- |
| 阿覧     | 0    | 2    | 岩木山   | 0    | 3    | 隠岐の海 | 0    | 3    | 臥牙丸 | 0    | 1    |
| 垣添     | 1    | 3    | 春日王   | 1    | 1    | 北太樹   | 1    | 1    | 木村山 | 1    | 3    |
| 旭天鵬   | 1    | 1    | 旭南海   | 1    | 0    | 豪栄道   | 0    | 1    | 黒海   | 1    | 1    |
| 琴春日   | 1    | 2    | 霜鳳     | 2    | 3    | 翔天狼   | 3    | 0    | 蒼国来 | 1    | 2    |
| 高見盛   | 2    | 2    | 豪風     | 1    | 3    | 玉春日   | 0    | 1    | 玉乃島 | 1    | 3    |
| 玉鷲     | 1    | 1    | 千代白鵬 | 2    | 1    | 時天空   | 2    | 0    | 德瀬川 | 0    | 1    |
| 土佐ノ海 | 1    | 2    | 土佐豊   | 0    | 3    | 栃煌山   | 0    | 4    | 栃ノ心 | 0    | 2    |
| 栃乃洋   | 2    | 4    | 豊桜     | 2    | 0    | 豊響     | 2    | 2    | 白馬   | 1    | 0    |
| 武州山   | 2    | 2    | 豊真将   | 2    | 1    | 将司     | 1    | 2    | 雅山   | 1    | 1    |
| 猛虎浪   | 1    | 2    | 山本山   | 1    | 0    | 嘉風     | 1    | 3    | 若荒雄 | 1    | 1    |
| 若の里   | 0    | 1    |          |      |      |          |      |      |        |      |      |

## エピソード
- 光龍が参加した選考会には、後に井筒部屋に入門することになる鶴竜も参加していた。
- 朝日山部屋の鬼嵐とは従兄弟関係にある（鬼嵐の父親と光龍の母親が兄妹）。2009年1月場所においては光龍と翔天狼が互いに親戚関係を主張し、これによって協会が追跡調査の必要に追われた。